# Edmonson Point
Der Edmonson Point ist eine rundliche, größtenteils eisfreie Landspitze an der Borchgrevink-Küste des ostantarktischen Viktorialands. Sie liegt am Fuß des Mount Melbourne am Westufer der Wood Bay und gehört zu den Brutgebieten des Adeliepinguins.
Der United States Geological Survey kartierte sie anhand eigener Vermessungen und Luftaufnahmen der United States Navy aus den Jahren von 1955 bis 1963. Das Advisory Committee on Antarctic Names benannte sie 1968 nach dem Satellitengeodäten Larry D. Edmonson, der im antarktischen Winter des Jahres 1966 auf der McMurdo-Station tätig war.